# Енергетика у Казахстану
Енергетика Казахстана описује производњу енергије и електричне енергије, потрошњу и увоз у Казахстану и политику Казахстана у вези са енергијом.
Казахстан је извозник енергије. Казахстан има резерве нафте, гаса, угља и уранијума. Водећи је произвођач енергије у Заједници независних држава. Велики је произвођач нафте, гаса и угља, као и највећи произвођач и извозник руде уранијума у свету. Казахстанска индустрија нафте и гаса интензивно се развија након 1999. године. Кина је један од највећих инвеститора у казахстанској нафтној и гасној индустрији. Казахстанска стратегија до 2050. обавезује се да 50% потрошње енергије долази из обновљивих или алтернативних извора.
| | Популација (милион) | Примарна енергија (TWh) | Производња (TWh) | Извоз TWh) | Електрична енергија (TWh) | СО2 -емисија (Мt) |
| --- | ------------------- | ----------------------- | ---------------- | ---------- | ------------------------- | ----------------- |
| 2004 | 15.0                | 638                     | 1,379            | 742        | 54.4                      | 162.2             |
| 2007 | 15.5                | 773                     | 1,582            | 811        | 68.9                      | 190.5             |
| 2008 | 15.7                | 825                     | 1,723            | 899        | 73.5                      | 201.6             |
| 2009 | 15.9                | 766                     | 1,696            | 931        | 71.6                      | 189.5             |
| 2012 | 16.6                | 908                     | 1,863            | 972        | 81.0                      | 234.2             |
| 2012Р | 16.79               | 871                     | 1,915            | 1,023      | 85.4                      | 225.8             |
| 2013 | 17.04               | 948                     | 1,966            | 994        | 83.4                      | 244.9             |
| Промена 2004-09 | 6,0%                | 20,1%                   | 22,9%            | 25,6%      | 31,7%                     | 16,9%             |
| Мтое = 11,63 TWh, Прим. енергија укључује губитке енергије. 2012Р = Критеријуми за израчунавање СО2 су промењени, бројеви ажурирани |                     |                         |                  |            |                           |                   |

Према подацима ИЕА (International Energy Agency), снабдевање примарном енергијом порасло је за 29%, а извоз енергије за 21% од 2004. до 2008. године у Казахстану.

## Енергија по изворима
2018. године око половина енергије била је из угља, а око четвртина из нафте и природног гаса. Казахстан је почео да тражи начине да искористи своје обновљиве изворе енергије. 2015. године усвојен је акциони план развоја обновљиве енергије за период од 2013. до 2020. године. Такође 2015. године, министар за инвестиције и развој Казахстана најавио је да ће земља основати посебан фонд који ће се бавити финансирањем програма за уштеду енергије. Казахстан је 2016. године значајно повећао инсталисане капацитете објеката обновљиве енергије, који су износили 251,55 мегавата. То је 1,4 пута више него у истом периоду 2015. године.

### Нафта
Казахстан је проценио резерве нафте на 30 милијарди барела. Са 172 нафтна поља, Казахстан поседује 3% светских резерви нафте, што га ставља међу 15 првих земаља у свету по резервама нафте. Главне резерве налазе се у пет највећих копнених нафтних поља Тенгиз – највеће нафтно поље са 565.000 барела сирове нафте дневно у 2011, – Карачаганак, Актобе, Мангистау и Узен, а сва се налазе у западном делу земље. Она садрже половину тренутних доказаних резерви. Процењује се да приобална поља Кашаган и Курманагази у Каспијском језеру садрже најмање 14 милиона барела. Са 9-11 милијарди барела, Кашаган је највеће нафтно поље изван Блиског истока. Процењује се да ће бити пуштено у рад 2016. године и достићи производњу од 1,5 милиона барела дневно на свом врхунцу. Казахстан је главни произвођач нафте са процењеном укупном производњом од 1,64 милиона барела дневно у 2013. Земља троши око 13 посто понуде на домаћем тржишту, а остатак извози на главна тржишта нафте. Да би наставила да шири производњу изнад садашњег нивоа, земља треба да развије своја поља Тенгиз, Карачаганак и Кашаган, као и да повећа извозне капацитете.
КазМунајГас (КМГ), национална компанија за нафту и гас, основана је 2002. године да представља интересе државе у индустрији нафте и гаса. Развој производње нафте је омогућен највећим делом захваљујући значајним страним инвестицијама, првенствено из Холандије и САД почетком 2000-их. Казахстанска влада је 2010. године одузела КМГ-у одговорност да регулише сектор како би омогућила већи ниво учешћа компаније у комерцијалном сектору. Влада сада резервише већински удео за КМГ у свим новим пројектима и заједничким подухватима. КМГ сада контролише 20 процената укупних доказаних резерви нафте и гаса у Казахстану и производи 27 процената укупне нафте и гасног кондензата и 14 процената гаса.
Казахстан има три велике рафинерије - Атирау, Шимкент и Павлодар. Њихов комбиновани капацитет прераде сирове нафте износи око 350.000 барела дневно, отприлике равномерно распоређених на ова три. Због застареле инфраструктуре, углавном раде само са 60 одсто капацитета. Влада је уложила значајна улагања у модернизацију ових јединица која ће бити завршена око 2016. године.
Средином 2016. године група нафтних компанија на челу са Chevron-ом објавила је инвестициони уговор од 36,8 милијарди долара за развој казахстанског нафтног поља Тенгиз. Према експертима, ова инвестиција би могла да омогући Казахстану да постане међу 10 највећих произвођача нафте.
Казахстан је смањио производњу нафте за 4,3% у оквиру споразума постигнутих са ОПЕК+. ОПЕК+, који такође укључује савезнике који нису из ОПЕК-а, укључујући Казахстан и Русију, пристао је у априлу на рекордно смањење нафте на глобалном нивоу од 9,7 милиона барела дневно од 1. маја. У новембру 2020. Влада Казахстана је потврдила да је земља испунила обавезе ОПЕК+ за 99%.
Процењује се да Казахстан има око 30 милијарди барела (4,8 x 109 м³) резерви сирове нафте. То би у 2018. години учинило Казахстан дванаестим по укупном броју доказаних резерви нафте на глобалном нивоу. Када је откривено 1990-их, нафтно поље Кашаган било је друго највеће нафтно поље на свету. Током 2000-их, производња нафте је брзо порасла због страних улагања и побољшања ефикасности производње. 2006. Казахстан је произвео 54 милиона тона сирове нафте и 10,5 милиона тона гасног кондензата (89.800.000 м³), што чини Казахстан осамнаестим највећим произвођачем нафте на свету. На овим нивоима производње сматра се да Казахстан има око 50 година преостале производње. Према речима тадашњег председника Нурсултана Назарбајева, Казахстан планира да повећа производњу нафте на 3,5 милиона барела (560.000 м³) нафте дневно, од чега ће 3 милиона ићи у извоз. Ово ће подићи Казахстан у ред 10 највећих светских земаља које производе нафту. Влада види сектор нафте и гаса као стратешки важан за привреду и удео учешћа државе у управљању нафтним ресурсима је и даље висок.
Главна производна места су поље Тенгиз 290.000 барела дневно (46.000 м³/д), који се налази на североисточној обали Каспијског мора, и поље Карачаганак 210.000 барела дневно (33.000 м³/д), које се налази у унутрашњости близу руске границе. У будућности ће се производња нафте у Казахстану ослањати и на поље Кашаган, највеће нафтно поље ван Блиског истока, које поседује од 1,1 x 109 м³ до 2,1 x 109 м³) у надокнадивим резервама и поље Курмангази у северном Казахстану. У близини кинеске границе постоје нека мања нафтна поља која још нису развијена/оперативна. 76% казахстанске производње нафте и гаса и преосталих резерви концентрисани су у ова три нафтна поља, као и на поље Узен. 14% резерви и производње налази се на још 6 поља.
Водећа нафтна индустрија је државна нафтна компанија КазМунајГас. Значајна страна инвестиција у казахстанску нафтну индустрију је заједничко предузеће Tengizchevroil, чији је 50% власник Chevron Corporation, 25% ExxonMobil, 20% Влада Казахстана и 5% Лукарцо из Русије. Поље природног гаса и гасног кондензата Карачаганак развијају BG Group, Agip, ChevronTexaco и Лукоил. Такође су кинеске, индијске и корејске нафтне компаније укључене у нафтну индустрију Казахстана.
Казахстан има три рафинерије нафте: у Павлодару, у Атирау, и у Шимкенту. Рафинерије Павлодар и Шимкент прерађују западносибирску сирову нафту, која се увози преко нафтовода Омск (Русија) - Павлодар (Казахстан) - Шимкент - Туркменабат (Туркменистан).

### Природни гас
Казахстанске доказане резерве природног гаса износе 85 трилиона кубних стопа (2013). Већина резерви природног гаса налази се на западу Казахстана и концентрисана је на четири поља – Карачанганак (46 одсто), Тенгиз (12 одсто), Имашевскоје (7 одсто) и Кашаган (12 одсто). Између 2000. и 2012. производња природног гаса је повећана четири пута на 40,1 милијарду кубних метара у 2012. години. Међутим, само 53 одсто овог гаса је било у комерцијалне сврхе; остатак је поново убризган у нафтна поља како би се повећала производња. Производња гаса у Казахстану је довољна да задовољи домаћу потражњу од 10,5 милијарди кубних метара (2012). Међутим, због ограничене унутрашње мреже гасовода која не повезује све производне центре (запад) са центрима потражње (југ, исток, север), земља треба да увози гас из Узбекистана да би задовољила потражњу на југу земље и из Русије да би се задовољила потражња на северу и истоку. У 2012, земља је извезла 8,8 милијарди кубних метара гаса у Кину кроз гасовод Централна Азија – Кина. Казахстан служи као главна транзитна земља за извоз гаса из Туркменистана и Узбекистана који је намењен Русији и Кини. У 2012. години, количина гаса која је транзитирана кроз Казахстан била је 96,5 милијарди кубних метара.
Домаће резерве угљоводоника у Казахстану износе 3,3–3,7 трилиона кубних метара гаса, од чега је 2,5 трилиона кубних метара доказано. Међутим, Казахстан је постао извозник гаса тек 2003. У 2007. Казахстан је произвео 29 милијарди кубних метара природног гаса и планира да повећа производњу гаса на 60-80 милијарди кубних метара годишње до 2015. Највећа поља природног гаса су Карачаганак, Тенгиз, Кашаган, Амангелди, Жанажол, Урихтау и Чинаревскоје. Највећа гасна компанија у Казахстану је КазМунајГас која има пријављени годишњи приход од око 3 милијарде долара у 2013.

### Угаљ
Казахстан се налази на највећим резервама угља у централној Азији које се могу надокнадити. Са 33,6 милијарди тона, резерве представљају 3,8 одсто укупних глобалних резерви (2013). У 2013. години, земља је произвела 58,4 милиона тона. Производња угља износи 70 одсто од оне у време Совјетског Савеза. Највећи произвођач угља је Bogatyr Coal који управља највећим отвореним рудником угља на свету од 4,5 милијарди тона у Екибастузу у североисточном региону Казахстана. У 2012. години Bogatyr Coal је произвео 46 милиона тона угља.
Већина угља, 75 одсто, користи се за домаћу потрошњу, посебно за производњу електричне енергије.
Главна брига рудника угља у Казахстану је безбедност и превенција и контрола експлозија у рудницима.
У 2009. Казахстан је био 8. највећи произвођач угља: 96 милиона тона каменог угља и 5 милиона тона мрког угља. Извезено је 22 Мт каменог угља (2009). Највећи извозници каменог угља у 2009. били су (Мт): Аустралија 262, Индонезија 230, Русија 93, Колумбија 69, Јужна Африка 67, Сједињене Државе 33, Вијетнам 25, Казахстан 22, Канада 20 и Чешка Република 4. Казахстански угаљ има ниску енергетску вредност од 0,444 тена (Тона еквивалента нафте (тен) представља количину енергије садржану у тони сирове нафте, односно 41,868 гигаџула.) у поређењу са, на пример, у овом погледу врхунским угљем Аустралије од 0,689 тена по тони.
Иако је Казахстан значајан произвођач нафте и гаса, угаљ доминира и производњом и потрошњом енергије. Садржи највеће резерве угља у Централној Азији, са 34,5 милијарди тона углавном антрацитног и битуменског угља. Главна поља угља су Богатир и Северни. Казахстан је 2005. године био 9. највећи произвођач угља у свету и 10. светски извозник. Русија је највећи увозник казахстанског угља, а следи је Украјина. Највећа компанија за производњу угља је Bogatyr Coal, која чини око 35% производње угља у Казахстану.

## Електрична енергија
Извршна наредба налаже да обновљиви извори снабдевају 15% укупне енергетске мреже Казахстана до 2030. године. Ако се то постигне, домаћи сектори енергетике и рада би били преобликовани.
У 2013. години, земља је произвела 93,76 милијарди kWh - 70 милијарди kWh (81%) из угља, 8 из гаса и 8 из хидроелектрана. Земља има 71 електрану, укључујући 5 хидроелектрана које се налазе на реци Иртиш, што значи укупан инсталисани производни капацитет од 19,6 GW. 75 одсто произведене електричне енергије троши индустрија, 11 одсто домаћинства, 2 одсто транспорт.
Највећа соларна електрана у Казахстану "Burboye Solar-1" LLP пуштена је у рад у јулу 2015. Од тада је током годину дана рада соларна електрана произвела преко 38,4 милиона kWh. Поред ове, Жамбилски регион реализује девет пројеката алтернативних извора енергије.
Године 2021. био је трећи по величини Биткоин рударења.

## Политика
Казахстан поседује велике резерве енергетских ресурса. Иако Казахстан себе не описује као енергетску суперсилу, бивши председник Казахстана Нурсултан Назарбајев је тврдио да ће Казахстан постати фактор енергетске безбедности у Азији и Европи. Казахстан има стратешку географску локацију за контролу токова нафте и гаса из средње Азије ка Истоку (Кина) и Западу (Русија, ЕУ, глобално тржиште).
Казахстан је био земља партнер енергетског програма ЕУ INOGATE (1996-2016), који је имао четири кључне теме: унапређење енергетске безбедности, конвергенција енергетских тржишта држава чланица на основу принципа унутрашњег енергетског тржишта ЕУ, подршка одрживом енергетском развоју и привлачење инвестиција за енергетске пројекте од заједничког и регионалног интереса.
У 2013. Казахстан је постао прва земља у Централној Азији која је покренула систем емисије угљеника у целој економији како би ограничила емисије својих највећих емитера у сектору енергије, угља, нафте и гаса.

### Преглед
Министарство енергетике и минералних ресурса је било одговорна владина агенција за енергетску политику до марта 2010. године када је распуштено и замењено Министарством нафте и гаса и Министарством индустрије и нових технологија.
У јуну 2003. године, влада Казахстана је објавила нови програм развоја Каспијског језера, према којем ће се на аукцији продавати нови блокови нафте и гаса на мору. Влада је 2005. године увела нова ограничења дајући државној компанији за нафту и гас КазМунајГас статус уговарача и најмање половину било ког споразума о подели производње. Нова пореска структура, која је на снази од јануара 2004. године, укључивала је такозвани "порез на ренту" на извоз, прогресивни порез који расте како цене нафте расту. Амандман је подигао владин удео прихода од нафте на распон од 65-85%. Нова структура укључује порез на вишак добити и ограничава страно учешће на 50 посто у сваком офшор пројекту без гаранција оператера.
Казахстан је 2005. изменио закон о земљишту како би спречио продају нафтних објеката у земљи и проширио овлашћења владе да откупљује енергетску имовину ограничавањем преноса имовинских права на стратешка средства у Казахстану.
Казахстан је 2013. године усвојио Програм енергетске ефикасности 2020 који би смањио емисију 10% сваке године до 2015. године. Овај нови закон, који је усвојио премијер Серик Ахметов, би помогао у смањењу емисија и помогао у енергетски ефикасним решењима од великих компанија до малих породица. 2.000 индустријских предузећа ће бити подвргнути енергетским прегледима да би се упознали са новим законом. Програм на дужи рок смањује количину енергије по квадратном метру за 30% и смањује трошкове за 14%.

### Примарни извори енергије
Казахстанске резерве нафте, гаса, угља и уранијума су међу десет највећих у свету.

#### Уранијум
Казахстан је земља број један у свету по обиму екстракције уранијума и поседује друге највеће светске резерве уранијума после Аустралије (око 1,5 милиона тона или скоро 19% истражених резерви уранијума у свету). У 2012. Казахстан је произвео 20.900 метричких тона уранијума, од чега је 11.900 метричких тона произвео Казатомпром, државна холдинг компанија.
Сав произведени уранијум иде за извоз пошто је једина нуклеарна електрана у земљи у Актауу затворена у јуну 1999. године. У плану је изградња нове  нуклеарне електране од 1.500 MW на југоистоку Казахстана, у близини Балкашког језера.
Према речима градоначелника, Кизилорда планира да екстрахује две трећине казахстанског уранијума до 2015. године.
Казахстан и ИАЕА (Међународна агенција за нуклеарну енергију) ће 2014. године потписати споразум о оснивању банке горива са ниско обогаћеним уранијумом. Банка ће бити место за безбедно дистрибуирање другим нацијама за енергетска средства, а ИАЕА ће бити управно тело.
У августу 2013. године, генерални директор ИАЕА Јукија Амано посетио је Казахстан ради даљих разговора о банци горива и похвалио допринос Казахстана неширењу нуклеарног оружја.
Казахстан је у јануару 2017. објавио да земља планира да смањи производњу уранијума за 10% због глобалне превелике понуде те робе. Према Казатомпрому, државној компанији за производњу уранијума и глобалном производном лидеру, чак и са најављеним смањењем производње, Казахстан ће наставити да буде 1. произвођач уранијума у свету.

### Електрична енергија
Казахстански електроенергетски систем укључује 71 електрану укупне инсталисане снаге од 18.572 MW. Највећа електрана је AES Екибастуз GRES-2 на угаљ у северном централном Казахстану.
Приватизовано је 86,5% производње електричне енергије. Влада не регулише цене електричне енергије, а потрошачи имају слободан избор између добављача електричне енергије (тренутно постоји 15 лиценцираних трговаца електричном енергијом). Преносни систем је у власништву и њиме управља државна компанија KEGOC. До 1. јануара 2006. године укупна дужина преносних далековода износила је 23.383 км. Постоји 18 регионалних дистрибутивних (продајних) компанија. Влада регулише тарифе за пренос и дистрибуцију.

#### Обновљива енергија
Казахстан поседује 5 оперативних хидроелектрана које обезбеђују око 12% производње електричне енергије. Већина објеката налази се на реци Иртиш. Остали обновљиви извори енергије су углавном неразвијени иако Казахстан има потенцијал у обновљивим изворима енергије. Обновљиви извори енергије могу бити посебно атрактивни у изолованим руралним подручјима.

##### Ветар
Очекује се да ће планирана ветроелектрана од 100 MW, једна од највећих у Централној Азији, бити изграђена 2020. године у Жанатасу уз финансијску подршку Азијске банке за инфраструктурне инвестиције.

#### Нуклеарна енергија
Казахстан тренутно нема капацитет за производњу нуклеарне енергије, пошто је нуклеарни реактор Актау, једина нуклеарна електрана у земљи, затворен у јуну 1999. године. Међутим, тренутно постоји план за изградњу нове нуклеарне електране од 1.500 MW на југоистоку Казахстана, у близини језера Балкаш.

### Транспорт енергије
Казахстанским нафтоводним системом управља КазТрансОил који је формиран 1997. године када су две претходне компаније нафтовода комбиноване. КазМунајГаз поседује 100%, а такође је и власник КазТрансГаза, који заједно са КазРосГазом спада у две главне компаније за транспорт гаса. КазРосГаз је заједничко предузеће КазМунајГаза и Газпрома које се бави извозом и трговином гаса са Русијом.

#### Нафтоводи
Главне руте извоза нафте су Каспијски нафтоводни конзорцијум и нафтовод Атирау-Самара ка Русији и нафтовод Казахстан-Кина ка Кини. Казахстан је такође транзитна земља за нафтовод Омск (Русија) – Павлодар (Казахстан) – Шимкент – Туркменабат (Туркменистан). Нафтовод Баку-Тбилиси-Чејхан и Нека у Ирану могу да се снабдевају нафтним танкерима. Поред тога, за извоз у суседне земље користи се железнички транспорт.
Сматра се да је казахстанска нафтна инфраструктура у лошем стању што је ограничило могући извоз. Тренутно је извоз, искључујући Каспијски нафтоводни конзорцијум, ограничен на 500.000 барела дневно (79.000 м³/д). Уз то, инфраструктура нафтовода није постављена да транспортује нафту од производних објеката на западу до главних рафинерија које се налазе на истоку земље. Очекује се да ће се извоз побољшати тако да се извози близу 15.000.000 бар/д (2.400.000 м³/д).

#### Цевоводи природног гаса
Систем магистралног гасовода за природни гас се протеже на 10.138 километара. Главни транзитни гасоводи су систем гасовода Централна Азија-Центар и гасовод Бухара-Урал, који транспортују природни гас из Туркменистана и Узбекистана у Русију, и гасовод Оренбург-Новопсков и гасовод Сојуз од фабрике за прераду у Оренбургу до Европе. Газли-Бишкек гасовод транспортује природни гас из Узбекистана у Киргистан. Гасоводи Централна Азија-Центар и Бухара-Урал, као и Бухара-Ташкент-Бишкек-Алмати су такође главни увозни гасоводи. Главни извоз гаса иде у Оренбуршку фабрику за прераду у Русији. У плану је изградња гасовода до Кине. За снабдевање овог гасовода планиран је гасовод Ишим (Рудни)-Петропавловск-Кокшетау-Астана.

### Међународна сарадња

#### Казахстан – Европска унија
Казахстан је потписао Европску енергетску повељу 17. децембра 1991. године, првог дана независности нације од бившег Совјетског Савеза. Казахстан и Европска унија потписали су 4. децембра 2006. Меморандум о разумевању, који поставља оквир за дубљу енергетску сарадњу. Меморандум успоставља мапе тока о енергетској безбедности и индустријској сарадњи. Био је пропраћен споразумом о сарадњи на развоју нуклеарне трговине.

#### Казахстан - Русија
Казахстан и Русија имају блиску сарадњу у енергетским питањима. Дана 3. октобра 2006. године, током састанка председника у Оралу, Казахстан и Русија су се договорили да оснују заједничко предузеће за прераду гасног кондензата између Гаспрома и КазМунајГаса у Оренбургу, које ће се снабдевати са поља Карачаганак.
Дана 7. децембра 2006. казахстански министар енергетике и минералних ресурса Бактикожа Измухамбетов и шеф руске Федералне агенције за атомску енергију Сергеј Киријенко потписали су споразум у којем се Русија обавезала да ће помоћи Казахстану у његовом нуклеарном програму у замену за испоруке уранијума из Казахстана у Русију, где ће уранијум бити обогаћен. Русија је већ раније 2006. године пристала да помогне Казахстану у изградњи две нуклеарне електране. Русија и Казахстан су се 10. маја 2007. договориле да успоставе међународни центар за обогаћивање уранијума у Ангарску, у источном Сибиру.
Дана 12. маја 2007. године, Владимир Путин из Русије, Нурсултан Назарбајев из Казахстана и Гурбангули Бердимухамедов из Туркменистана потписали су споразум којим се предвиђа извоз гаса из централне Азије у Европу кроз реконструисани и проширени западни крак система гасовода Централна Азија-Центар.